# Charles Ray
 (novembre 2021).
Si vous disposez d'ouvrages ou d'articles de référence ou si vous connaissez des sites web de qualité traitant du thème abordé ici, merci de compléter l'article en donnant les références utiles à sa vérifiabilité et en les liant à la section « Notes et références ».
Pour les articles homonymes, voir Charles Ray (acteur) et Ray.
Charles Ray, né en 1953 à Chicago, est un sculpteur américain vivant et travaillant à Los Angeles.

## Expositions
- 1991 Galerie Metropol, Wien / Galerie Claire Burrus, Paris / Galerie Joost Declerq, Gent / Donald Young Gallery, Seattle / Feature New York
- 1990 Newport Harbor Art Museum, Newport Beach / Burnett Miller Gallery, Los Angeles / Feature, New York /  Galerie Claire Burrus, Paris
- 1989 Mattress Factory, Pittsburgh /  Burnett Miller Gallery, Los Angeles / Feature, New York
- 1988 Burnett Miller Gallery, Los Angeles / Feature, New York
- 1987 Burnett Miller Gallery, Los Angeles / Feature, New York
- 1985 Mercer Union, Toronto / New Langton Arts, San Francisco
- 1983, 64 Market Street, Los Angeles / New Langton Arts, San Francisco
- 2022 exposition conjointe Centre d'art et de culture Georges Pompidou - Bourse de commerce-Collection Pinault

## Expositions collectives
- 2006 LOS ANGELES 1955-1985 Centre Pompidou, Paris / Figures in the Field, Museum of Contemporary Art, Chicago / Flashback Museum für Gegenwartskunst, Basel
- 2005 Take Two Museum of Modern Art, New York / ECSTASY Museum of Contemporary Art, Los Angeles / Drunk vs. Stoned 2 Gavin Brown, New York / Open Systems Tate Modern, London / Bidibidobidiboo Fondazione Sandretto Re Rebaudengo, Turin / Mythologies Walker Art Center, Minneapolis
- 2004 The Last Picture Show Fotomuseum, Winterthur / Camera/Action MoCP, Chicago / Bottle Aldrich Contemporary Art Museum, Ridgefield / Artists Favourites (Act 2) ICA London / Monument to Now Deste Foundation, Athen / THE LAST PICTURE SHOW MARCO, Vigo / Persona IKON Ltd, Santa Monica / Close-Up - Reykjavik Arts Festival National Gallery of Iceland, Reykjavík / Bodily Space Albright-Knox Art Gallery, Buffalo / The Last Picture Show UCLA Hammer Museum, Los Angeles
- 2003 Carol Bove, Charles Raymond THE JOY OF SEX CUBITT Gallery and Studios, London / The Last Picture Show: Photography Walker Art Center, Minneapolis / Colección Sandretto Re Rebaudengo IVAM Valencia / Everyday Aesthetics Astrup Fearnley Museet, Oslo / 50. Biennale de Venise / Inaugural Exhibition Regen Projects, Los Angeles /
- 2001	Abbild / steirischer herbst, Graz
- 1999 Museum of Contempary Art (Chicago), Chicago
- 1997 4e Biennale de Lyon 1997, Lyon / Skulptur.Projekte in Münster 1997, Münster / Louisiana Museum for Moderne Kunst, Humlebæk
- 1995 Centre national d'art et de culture Georges-Pompidou, Paris
- 1993 45e Biennale de Venise
- 1992 Documenta IX, Kassel

## Cote
- Novembre 2006, Révolution Counter-Révolution (1990), un manège de chevaux de bois sur socle rouge et dais multicolore, a été vendu pour 1,58 M$ chez Phillips à New-York.